# Borsod-Abaúj-Zemplén
Borsod-Abaúj-Zemplén est un comitat du nord-est de la Hongrie dont le chef-lieu est Miskolc. Elle est bordée par la Slovaquie au nord, le département de Nógrád à l'ouest, le département de Heves au sud-ouest, le département de Jász-Nagykun-Szolnok au sud, le département de Hajdú-Bihar au sud-est et le département de Szabolcs-Szatmár-Bereg à l'est. En français, on appelle cette région la Borsodie et ses habitants les borsodiens.

## Histoire
Entre 1950 et 2022, Borsod-Abaúj-Zemplén était une entité administrative dans le nord-est de la Hongrie, dans la région appelée Hongrie du Nord. C’est le deuxième plus grand comitat du pays.
Son chef-lieu est Miskolc, la plus grande ville de la région, quatrième ville de Hongrie après Budapest, Debrecen et Szeged. Miskolc est aussi l’un des principaux centres industriels du pays. C’est le seul comitat hongrois qui possède deux sites classés au patrimoine mondial de l’UNESCO : les grottes calcaires d’Aggtelek et le paysage culturel historique de la région viticole de Tokaj.

## Géographie
Le comitat se situe à la rencontre des montagnes du Nord et de la Grande Plaine hongroise. Le nord est montagneux, avec les plus hauts sommets et les grottes les plus profondes du pays. Le sud, lui, est plat et étendu. Le climat y est plus frais que la moyenne nationale, avec des précipitations plus abondantes (entre 700 et 800 mm par an). Le record de froid de la Hongrie y a été enregistré : –35 °C à Miskolctapolca, le 16 février 1940.
Pendant l’époque socialiste, l’État a fortement misé sur l’industrialisation. Grâce à ses riches gisements de lignite, le comitat est devenu l’une des principales régions industrielles du pays, surnommée à l’époque la "Ruhr hongrois". Les centres majeurs de l’industrie lourde étaient Miskolc, Ózd, Tiszaújváros et Kazincbarcika.
Après la chute du régime socialiste, l’industrie a décliné. Aujourd’hui, la région connaît l’un des taux de chômage les plus élevés et l’un des PIB par habitant les plus faibles de Hongrie.
Le comitat est traversé par plusieurs rivières : la Tisza (qui le sépare de Szabolcs-Szatmár-Bereg), le Sajó, le Bodrog et le Hernád. Son point culminant est le Felső-Borovnyák, situé dans le massif de Bükk, à 945 mètres d’altitude. Sa superficie totale est de 7 247,14 km², soit 7,79 % du territoire hongrois.

## Patrimoine touristique exceptionnel
La région est riche d’un point de vue touristique. Elle compte de nombreux châteaux médiévaux, des églises de l’époque des Árpád et des palais somptueux.
Miskolc attire les visiteurs avec les thermes troglodytes de Miskolctapolca, le château de Diósgyőr (en cours de reconstruction dans son style du roi Louis le Grand), le palace-hôtel de Lillafüred et l’un des plus grands zoos du pays.
Sátoraljaújhely, capitale du Zemplén, fut la ville de résidence de Ferenc Kazinczy à partir de 1806, jusqu’à sa mort. Sárospatak, souvent appelée simplement "Patak" dans les sources anciennes, est un important centre culturel. C’est une charmante ville historique et une destination touristique prisée. Elle abritait la résidence des princes Rákóczi. Selon certaines sources, Sainte Élisabeth de Hongrie y serait née, bien que d'autres situent sa naissance à Bratislava.
La ville de Szikszó accueille l’usine Xixo, l’un des plus grands producteurs de thé et de café du pays.

La région viticole de Tokaj est une zone historique, l’une des sept grandes régions viticoles de Hongrie. En 2002, la ville et ses environs ont été inscrits au patrimoine mondial sous le nom de "paysage culturel historique de la région viticole de Tokaj". Le vin aszú, produit ici, est mondialement célèbre. C’est le plus ancien vin liquoreux à botrytis au monde. Le roi Louis XIV le surnommait "le roi des vins, le vin des rois".

## Organisation administrative

### Districts
Jusqu'en 2013, le comitat était divisé en micro-régions statistiques (kistérség). À la suite de la réforme territoriale du 1er janvier 2013, elles ont été remplacées par les districts (járás) qui avaient été supprimés en 1984. Désormais, le comitat est subdivisé en 11 districts :
| District                    | Siège           | Superficie | Population | Localités |
| --------------------------- | --------------- | ---------- | ---------- | --------- |
| District de Cigánd          | Cigánd          | 389,99     | 15 118     | 15        |
| District d'Edelény          | Edelény         | 717,86     | 33 025     | 45        |
| District d'Encs             | Encs            | 378,39     | 21 389     | 29        |
| District de Gönc            | Gönc            | 549,60     | 18 722     | 32        |
| District de Kazincbarcika   | Kazincbarcika   | 341,72     | 65 828     | 22        |
| District de Mezőcsát        | Mezőcsát        | 351,27     | 14 130     | 8         |
| District de Mezőkövesd      | Mezőkövesd      | 723,86     | 41 867     | 23        |
| District de Miskolc         | Miskolc         | 972,80     | 249 563    | 39        |
| District d'Ózd              | Ózd             | 385,57     | 52 732     | 17        |
| District de Putnok          | Putnok          | 391,25     | 18 834     | 26        |
| District de Sárospatak      | Sárospatak      | 477,67     | 24 246     | 16        |
| District de Sátoraljaújhely | Sátoraljaújhely | 321,38     | 22 703     | 21        |
| District de Szerencs        | Szerencs        | 432,09     | 37 473     | 14        |
| District de Szikszó         | Szikszó         | 309,24     | 17 501     | 24        |
| District de Tiszaújváros    | Tiszaújváros    | 309,24     | 17 501     | 16        |
| District de Tokaj           | Tokaj           | 255,80     | 13 293     | 11        |